# Primera División Masculina de Hockey Hierba
La Primera División Masculina de Hockey Hierba es el tercer nivel del sistema masculino de ligas de hockey sobre hierba de España, siendo inmediatamente inferior a la División de Honor B. La organizan las federaciones autonómicas de hockey.
Hasta la temporada 2014-15 estaba formada por cuatro grupos regionales, pero por un acuerdo de la Asamblea de este organismo del año 2012, los diferentes grupos pasaron a ser ligas autonómicas o interautonómicas. Los equipos mejor clasificados disputan al término de la temporada el Campeonato de España de Primera División, que es también Fase de Ascenso a División de Honor B y es organizada por la Real Federación Española de Hockey. Consta de una Fase Previa, o de cuartos de final, con los equipos mejor clasificados en las ligas regulares divididos en grupos (Sectores) de 3 equipos, donde los campeones de cada grupo (Sector) pasan a la fase semifinal. Las semifinales también se disputan en liguillas, con 14 equipos divididos en dos semifinales de 7 equipos en dos grupos, y se clasifican los 8 mejores para la Fase Final. La Fase Final vuelve a ser una liguilla de dos grupos, con 4 equipos en cada grupo. Los campeones de cada grupo ascienden directamente a División de Honor B y disputan la final del Campeonato de España de Primera División a partido único, mientras que el resto de equipos se cruzan, también a partido único, de la siguiente manera:
- Los dos segundos de grupo por el tercer y cuarto puesto
- Los dos terceros de grupo por el quinto y sexto puesto
- Los dos cuartos de grupo por el séptimo y octavo puesto

## Ligas autonómicas o interautonómicas
- Campeonato de Cataluña de Primera División Masculina. Dieciséis equipos en dos grupos. Federación Catalana de Hockey.[1]
- Liga Norte de Hockey Hierba. Nueve equipos en un grupo único. Federación de Hockey del Principado de Asturias, Federación Cántabra de Hockey y Federación Vasca de Hockey.[2]
- Liga Gallega de Primera División Masculina. Federación Gallega de Hockey.[3]
- Campeonato de Andalucía de Hockey Hierba. Nueve equipos en un grupo único. Federación Andaluza de Hockey.[4]
- Primera División Masculina Comunidad Autónoma de Madrid de Hockey Hierba. Nueve equipos en un grupo único. Federación Madrileña de Hockey.[5]
- Primera División Masculina de Hockey Hierba. Siete equipos en un grupo único. Federación de Hockey de la Comunidad Valenciana.[6]